# Nerummolen
De Nerummolen (ook: Neremmolen of Neremsmolen) is een watermolen op de Molenbeek te Montenaken, gelegen aan Gemeentestraat 11.
Deze bovenslagmolen fungeerde als korenmolen en is onderdeel van de Nerumhoeve.
Uit 1555 stamt een document, dat vermeldt dat de hoeve en de molen toebehoorden aan de Abdij Mariënlof te Kerniel. In 1624 verkochten zij hoeve en molen aan de Commanderij van de Duitse Orde te Ordingen. Deze orde bleef de molen in bezit houden totdat, omstreeks 1795, de bezittingen van deze Orde verbeurd werden verklaard en de molen aan een particulier werd verkocht.
In 1865 verleende men de toenmalige molenaar toestemming om een stoommachine te plaatsen. In 1887 werd deze machine vernieuwd. In de jaren '60 van de 20e eeuw werd het molenbedrijf stopgezet.
De huidige gebouwen stammen voornamelijk uit omstreeks 1787. Het waterrad en een groot deel van het binnenwerk is nog aanwezig maar het water is omgeleid, zodat de molen niet meer kan draaien.
De molen maakt onderdeel uit van een hoevecomplex, een gesloten hoeve met een fraaie inrijpoort. Dit complex dateert eveneens van omstreeks 1787.
Molen en hoeve werden in 1987 beschermd als monument, en de omgeving werd beschermd als dorpsgezicht.
- Inventaris van het Bouwkundig Erfgoed (Vlaanderen): 21708